# Alcides liris
Alcides liris är en fjärilsart som beskrevs av Felder 1860. Alcides liris ingår i släktet Alcides och familjen Uraniidae. Inga underarter finns listade i Catalogue of Life.